# Ganzevoortsingel 57 (Groningen)

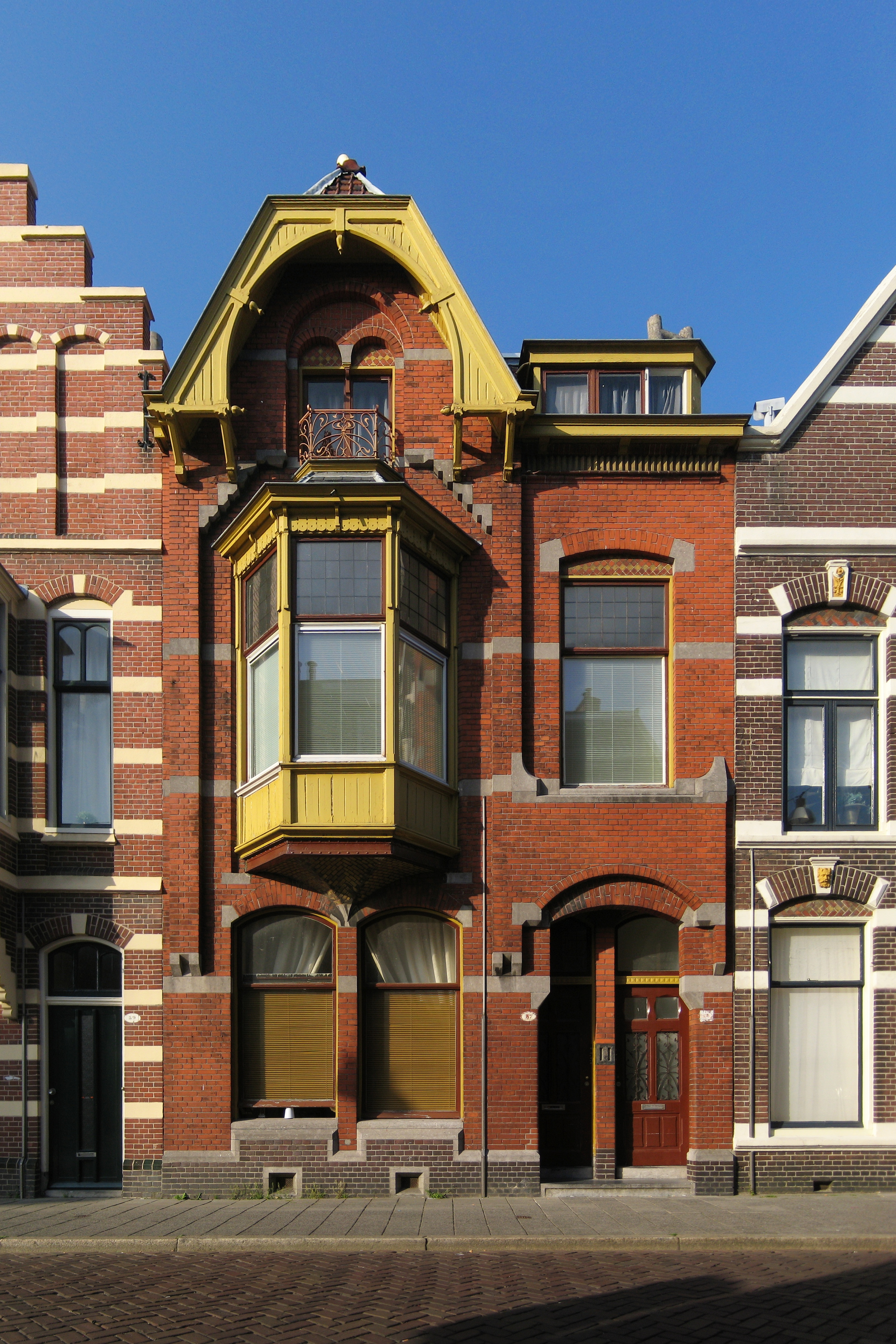
Ganzevoortsingel 57 in 2012

Het pand Ganzevoortsingel 57 in de Nederlandse stad Groningen is een dubbel woonhuis in Art Nouveaustijl, dat is aangewezen als gemeentelijk monument.

## Beschrijving
Het woonhuis, dat aan het westelijke uiteinde van de Ganzevoortsingel nabij de Praediniussingel staat, werd in 1903 gebouwd naar een ontwerp van de bouwkundige L.H.S. Breukel (1869-1932). Het pand heeft een asymmetrische, in roodbruine baksteen uitgevoerde voorgevel, gedecoreerd met in- en uitspringende sierelementen. De gevel is opgetrokken boven een uitspringende plint van bruine baksteen, die wordt gedekt door een hardstenen afzaat. De ingang van het pand bevindt zich aan de rechterzijde en wordt bekroond door een dubbele segmentboog. De twee houten voordeuren zijn uitgevoerd met panelen en glas en voorzien van smeedijzeren traliewerk. Ook boven de vensters links van de toegangstravee zijn segmentbogen aangebracht, rustend op hardstenen negblokken. De onderste bouwlaag wordt aan de bovenzijde afgesloten door een hardstenen band. Op de eerste verdieping bevindt zich links een met leisteen gedekte houten erker. Rechts daarvan is een venster met bovenlicht geplaatst, versierd met een boogsegment waarvan de boogtrommel is uitgevoerd in siermetselwerk. In de hoogste bouwlaag zijn boven de erker twee vensters aangebracht, afgesloten door een rondboog. Ze worden omgeven door een overkragende houten kap, die rust op houten en van siersnijwerk voorziene schoren. De kapconstructie wordt gedekt door platte rode dakpannen.
Het pand is aangewezen als gemeentelijk monument "vanwege de goede compositie van de gevel en de zorgvuldig overwogen keuze van materiaal en de toepassing daarvan" en omdat het bijdraagt "aan de belevingswaarde van de hoogwaardige stedebouwkundige ruimte van de Praediniussingel en Ganzevoortsingel".